# Holfertite
La holfertite è un minerale..